# Lugnola
Lugnola is een plaats (frazione) in de Italiaanse gemeente Configni.